# Pterotettix humilis
Pterotettix humilis är en insektsart som beskrevs av Günther, K. 1939. Pterotettix humilis ingår i släktet Pterotettix och familjen torngräshoppor. Inga underarter finns listade i Catalogue of Life.